# Miracle Warriors: Seal of the Dark Lord
Miracle Warriors- Seal of the Dark Lord, um dos primeiros RPGs para videogame, criado para o Master System.
Um jogo criado na parceria Kogado, Ascii (a mesma do RPG Maker, quem diria!) e a Sega. Como a maioria dos RPGs antigos, possui textos em inglês e a não-compreensão desta língua pode atrapalhar sua efetividade.

## Visual Básico do jogo
O jogo tem conceitos bastante reais para um jogo de 2 mega, muitos dos quais poucos jogos atuais têm. Você comanda inicialmente um guerreiro, cujo nome o próprio jogador escolhe. O guerreiro é acompanhado de uma fada (aparentemente inútil). Mais três guerreiros se juntam ao jogador no decorrer da história. Quando o jogador erra pelo mapa, pode ver tanto o seu caminho em primeira pessoa como no mapa. O jogador tem encontros aleatórios com monstros (até hoje, uma galeria de monstros das mais originais já vistos). Pode-se também comprar armas e armaduras. Estas iam se desgastando se não consertadas num ferreiro. O mais interessante é o nível de popularidade: se o jogador mata criaturas malignas, sua popularidade aumenta, permitindo o acesso a lugares das vilas e cidades antes não alcançados. Se o jogador mata boas criaturas (como o Good Merchant ou o White Monk), no entanto, sua popularidade baixa.
Também há o recurso de poder conversar com as criaturas. É claro que a maioria não quer conversa, mas alguns bons personagens dão dicas sobre o jogo conforme o nível de popularidade do jogador. Além de eventual guilders (dinheiro deixado por monstros derrotados), eles também podem deixar fangs (presas). Estas presas podem ser trocadas por guilders na cidade ou por armas místicas com reis em castelos (Um artíficio parecido ao usado recentemente no jogo online Ragnarök).